# AHI
Az AHI (teljes nevén: AHI audio system) az AmigaOS, a MorpOS, illetve az AROS operációs rendszerek – teljesen új célú – hang alrendszere. Az alrendszert Martin Blom hozta létre 1996-ban (első kiadás), majd a fejlesztés 1997 novemberéig tartott. A cél az volt, hogy az amigák beépített gyári hangcsipjétől (Paula) különböző audio hardvereknek, illetve hangrendszereknek - különösképpen a 16-bites hangkártyáknak - szabványos szoftverinterfésze legyen.
Az AHI olyan fejlesztett funkcionalitással rendelkezik, amely nem érhető el az AmigaOS gyári hardver-illesztőprogramjával. Ilyen például a folyamatos, akadásmentes hanglejátszás egy a felhasználó által kiválasztott eszközről (azokban az alkalmazásokban, melyek támogatják az AHI-t), szabványos hangrögzítés funkció, valamint hatékony szoftveres hangkeverési eljárások több hangcsatorna egybekeverésére, mely felülmúlja az amigák eredeti chipsetjének négycsatornás korlátját. Az alrendszer magában foglal egy egyedülálló üzemmódot, melynek segítségével két 8-bites csatornát lehet egybekeverni és az Amiga chipsetjén 14-bites hanglejátszást létrehozni. Az AHI széleskörűen támogatott szabvánnyá vált Amiga rendszereken, mind hardver, mind szoftveroldalon és a későbbi kiadású operációs rendszerek beépített elemét képezi.

## Fordítás
- Ez a szócikk részben vagy egészben  az   AHI (Amiga) című angol Wikipédia-szócikk fordításán alapul.  Az eredeti cikk szerkesztőit annak laptörténete sorolja fel. Ez a jelzés csupán a megfogalmazás eredetét és a szerzői jogokat jelzi, nem szolgál a cikkben szereplő információk forrásmegjelöléseként.